# Handball Stäfa
Handball Stäfa (früher: Handball Club Gelb Schwarz Stäfa, kurz HC GS Stäfa), ist ein schweizerischer Handballclub aus Stäfa im Kanton Zürich. Die 1. Mannschaft spielt seit dem Aufstieg in der Saison 2024/2025 ab 2025/2026 wieder in der QHL, der höchsten Spielklasse der Swiss Handball League. Mit rund 100 Aktiven, 200 Juniorinnen und Junioren, 60 Funktionären und 130 Passivmitgliedern gehört Handball Stäfa zu den grössten Handballvereinen der Schweiz. Seine Heimhalle ist die Halle für Alle im Frohberg Stäfa.

## Vereinsgeschichte
Der HC GS Stäfa wurde 1962 als eine Untersektion des damaligen Sportclubs Stäfa gegründet. Neun Männer zeichneten dafür verantwortlich: Klaus Michalak, Max Zimmermann, Sepp Bachmann, Werner Heller, Kurt Thierstein, Ruedi Grossenbacher, Huldreich Schaflützel, Jörg Hess und Hans Senn. Gleich das erste Spiel gegen den LC Zürich konnte man für sich entscheiden.
Fast 9 Jahre nach der Gründung, zur Saison 1970/71, stieg die 1. Mannschaft in die 2. Liga auf, wo sie für die nächsten 15 Jahre spielte. In derselben Saison gelang der 2. Mannschaft der Aufstieg in die 2. Liga, den B- und C-Junioren der Aufstieg in die Meisterklasse. Dies war der Grundstein für die langjährige starke Nachwuchsförderung.
1994 gelang den Junioren in der C-Meisterklasse der erste Schweizermeistertitel der Vereinsgeschichte. Die B-Juniorinnen konnten sich im gleichen Jahr über den Regionalmeistertitel freuen.
Der 1. Mannschaft glückte in der Saison 1998/99 der erstmalige Aufstieg in die NLA, die höchste schweizerische Spielklasse, nachdem sie 1990/91 und 1995/96 in die NLB aufgestiegen war. Ein Jahr konnte sie sich in der Liga halten, in der Saison 2000/01 musste sie wieder zurück in die NLB. Obwohl sie in der darauffolgenden Saison die NLB dominierte und gewann, resultierte lediglich der 3. Rang in den Aufstiegsspielen, wodurch sie weiterhin in der Nationalliga B verblieb.
In der Saison 2007/08 gelang wiederum der Aufstieg in die höchste Liga, wo die Stäfner mit einem Zwischenjahr (Saison 2008/09) während acht Jahren spielten. Von der Spielzeit 2016/17 bis 2024/25 waren sie wieder ein Teil der NLB-Meisterschaft. In der Saison 2024/25 konnte man sich dann im Playoff-Final um den Aufstieg in die QHL gegen die HSG-Baden-Endingen mit 3:0 Siegen durchsetzten. Am 21.05.25 um 22:11:12 Uhr war der Aufstieg durch den Auswärtssieg perfekt.

## 1. Mannschaft
Im Zuge einer Professionalisierung und Sicherung der Finanzlage wurde im Jahr 2010 die GS Players AG (kurz GSPAG) gegründet, welche die 1. Mannschaft verwaltet und den Betrieb sicherstellt. Diese nahm von 2010 bis 2019 unter dem Namen Lakers Stäfa am Meisterschaftsbetrieb teil. Seit der Saison 2019/20 treten sämtliche Teams des HC GS Stäfa unter dem Namen Handball Stäfa auf.
Eigentümer der GS Players AG ist der HC GS Stäfa selbst sowie weitere Personen aus dem Umfeld des Vereins.

### Kader für die Saison 2024/25
| Nr.         | Nationalität | Name                | Geburtsdatum | Grösse            | Gewicht           |
| ----------- | ------------ | ------------------- | ------------ | ----------------- | ----------------- |
| Torhüter    |              |                     |              |                   |                   |
| 12          | Schweiz      | Marco Wyss          | 03.03.1990   | 1,86 m            | 100 kg            |
| 16          | Schweiz      | Luca Frei           | 25.02.1998   | 1,92 m            | 102 kg            |
| Feldspieler |              |                     |              |                   |                   |
| 3           | Schweiz      | Moritz Bächtiger    | 03.10.2000   | 1,82 m            | 75 kg             |
| 6           | Schweiz      | Tim Schmidt         | 20.03.2001   | 1,73 m            | 68 kg             |
| 9           | Schweiz      | Mathias Müller      | 01.07.1995   | 1,89 m            | 92 kg             |
| 10          | Schweiz      | Luc Honegger        | 10.12.2003   | 1,90 m            | 85 kg             |
| 20          | Japan        | Kazuchika Yamada    | 01.08.2000   | 1,73 m            | 71 kg             |
| 24          | Schweiz      | Marco Mores         | 15.07.2004   | 1,83 m            | 72 kg             |
| 25          | Schweiz      | Karlo Ladan         | 11.01.1995   | 1,91 m            | 95 kg             |
| 28          | Schweiz      | Linard Martis       | 31.12.2003   | 1,86 m            | 82 kg             |
| 30          | Schweiz      | Leander Zeller      | 18.06.2003   | 1,90 m            | 86 kg             |
| 39          | Schweiz      | Cédric Zimmermann   | 24.01.1999   | 1,91 m            | 93 kg             |
| 55          | Schweiz      | Moreno Rossi        | 26.07.2004   | 1,90 m            | 101 kg            |
| 64          | Schweiz      | Renato Bertschinger | 10.08.2004   | 1,76 m            | 69 kg             |
| 94          | Schweiz      | Oliver Widmer       | 26.05.1994   | 1,76 m            | 71 kg             |
| Staff       |              |                     |              |                   |                   |
| Schweiz     | Schweiz      | Lukas Maag          | 01.01.1991   | Cheftrainer       | Cheftrainer       |
| Schweiz     | Schweiz      | Mike Felder         | 19.09.1994   | Assistenztrainer  | Assistenztrainer  |
| Schweiz     | Schweiz      | Christian Vernier   | 29.11.1991   | Teammanager       | Teammanager       |
| Schweiz     | Schweiz      | Erin Herbst         |              | Physiotherapeutin | Physiotherapeutin |
| Schweiz     | Schweiz      | Stefan Sannwald     | 15.03.1970   | Teamarzt          | Teamarzt          |

## Nachwuchs
Seit je gilt der HC GS Stäfa als Ausbildungsverein und hat sich der sportlichen Ausbildung des Nachwuchses verschrieben. So ist er einer von 12 Vereinen, die vom Schweizerischen Handball-Verband mit dem Rookies-Label ausgezeichnet wurden. Damit stellt der Verein die sportliche Entwicklung von leistungsorientierten Nachwuchs-Handballerinnen und -Handballern sicher, indem er eine hochwertige Nachwuchsabteilung führt.
Die Nachwuchsabteilung ist dementsprechend neben der 1. Mannschaft auch das Aushängeschild des Vereins. So wurde er 2014 vom Schweizerischen Handball-Verband mit dem Vereins-Award ausgezeichnet und für seine innovative und nachhaltige Arbeit im Nachwuchsbereich geehrt.
In der Geschichte des Vereins konnten diverse Erfolge gefeiert werden:
| Saison  | Titel (Team) |
| ------- | --- |
| 1994/95 | - Schweizermeister (C-Meister-Junioren) - Regionalmeister (B-Juniorinnen) |
| 2001/02 | - Regionalmeister (MU17 Meister) - Regionalmeister (MU15 Meister) |
| 2005/06 | - Regionalmeister (FU15) |
| 2006/07 | - Regionalmeister (FU17) - Vize-Schweizermeister (MU15 Inter) |
| 2007/08 | - Regionalmeister (MU17 Meister) - Regionalmeister (MU15 Meister) - Vize-Schweizermeister (MU17 Elite) - Vize-Schweizermeister (MU15 Inter) - Regional-Cupsieg (FU17)                                 |
| 2008/09 | - Schweizermeister (MU17 Elite) - Regionalmeister (FU17) - Regional-Cupsieg (FU17) |
| 2009/10 | - Regional-Cupsieg (MU14) |
| 2010/11 | - Schweizermeister (U13 Espoirs) |
| 2011/12 | - Regionalmeister (U13 Espoirs) - Regionalmeister (FU16) - Regionalmeister (MU18) - Vize-Schweizermeister (U13 Espoirs) - Regional-Cupsieg (MU14) - Regional-Cupsieg (FU16) - Regional-Cupsieg (MU18) |
| 2012/13 | - Vize-Schweizermeister (U13 Espoirs) - Regional-Cupsieg (FU17) |
| 2013/14 | - Regional-Cupsieg (FU15) |
| 2014/15 | - Regionalmeister (U13 Espoirs) - Regionalmeister (FU15) - Vize-Schweizermeister (MU15 Elite) |
| 2016/17 | - Vize-Schweizermeister (MU15 Elite) |
| 2017/18 | - 3. Platz (MU19 Elite) |
| 2018/19 | - Regional-Cupsieg (MU15) |

Regelmässig stellt der HC GS Stäfa Nachwuchsspielerinnen und -spieler in den Regional- und Nationalauswahlen.

## Teams

### Herren
- NLB
- 1. Liga (SG Uster/Stäfa)
- 2. Liga
- 3. Liga

### Damen
- 3. Liga (SG Züri-Obersee)
- 3. Liga (SG Züri-Obersee)

### Junioren
- U19 Inter
- U17 Elite
- U17 Promotion S1 (SG Stäfa/Meilen)
- U15 Elite
- U15 Promotion S2 (SG Meilen/Stäfa)
- U13 Elite
- U13 Promotion S1
- U13 Turnier
- U11+
- U11
- U7/U9

### Juniorinnen
- U16 Promotion (SG Züri-Obersee)
- U14 Promotion (SG Züri-Obersee)
- U13 Promotion S2 (SG Züri-Obersee)